# Fresno de la Vega (kommun)
Fresno de la Vega är en kommun i Spanien.   Den ligger i provinsen Provincia de León och regionen Kastilien och Leon, i den norra delen av landet, 260 km nordväst om huvudstaden Madrid. Antalet invånare är 654.